# Yasmine Mustafa
Yasmine Mustafa es una emprendedora y activista estadounidense que ha fundado varias empresas. Es original de Kuwait.

## Trayectoria
Mustafa vivió en Kuwait con su familia hasta los ocho años de edad. Ella y su familia fueron evacuados cuando comenzó la Guerra del Golfo. Ella estudió en la Universidad del Temple a tiempo parcial y ella misma se financió sus estudios, graduándose summa cum laude en 2006.
En 2009, creó la empresa 123LinkIt, para ayudar los escritores a ganar dinero con sus blogs.  También fundó el capítulo de Filadelfia de Girl Develop It, una organización sin ánimo de lucro que enseña desarrollo de páginas web y software a mujeres. Ella es la fundadora y directora de ROAR for Good, una empresa dedicada a crear ropa inteligente (wearable technology) para empoderar a las mujeres y aumentar su seguridad.
En 2016, Mustafa fue reconocida en BBC 100 Mujeres.